# Rio Macambira (vattendrag)
Rio Macambira är ett vattendrag i Brasilien.   Det ligger i delstaten Goiás, i den sydöstra delen av landet, 200 km nordost om huvudstaden Brasília.
Omgivningarna runt Rio Macambira är huvudsakligen savann. Runt Rio Macambira är det glesbefolkat, med 13 invånare per kvadratkilometer.